# Lasioptera manilensis
Lasioptera manilensis är en tvåvingeart som beskrevs av Ephraim Porter Felt 1918. Lasioptera manilensis ingår i släktet Lasioptera och familjen gallmyggor. Inga underarter finns listade i Catalogue of Life.